# 炭酸塩補償深度
炭酸塩補償深度（たんさんえんほしょうしんど、英語: Carbonate Compensation Depth, CCD）とは、海中において炭酸塩化合物（主として炭酸カルシウム）が溶存せずに堆積・沈殿し得る最大深度のこと。CCD以深では、炭酸塩は海中に溶存し炭酸塩海底堆積物が形成されない。

## 概要
海水中においては、炭酸カルシウムは以下の式のように溶存・固化状態が変化する。
{\displaystyle \mathrm {CaCO_{3}+CO_{2}+H_{2}O\ \rightleftharpoons \ Ca^{2+}(aq)+2\ HCO_{3}^{-}(aq)} }
浅深度の海中に生息する石灰質プランクトンは炭酸カルシウムの殻を形成する。プランクトンの遺骸は、深海へと沈降していく。海底の深度がCCD以浅の場合、炭酸カルシウムはあまり溶解せず、炭酸塩海底堆積物が形成される。CCD以深の海中においては、上記式の右側への反応が進み、炭酸カルシウムが海中へ溶解し、炭酸塩海底堆積物が形成されなくなる。この溶解反応は低温・低pH・高圧ほど進みやすい。
CCDの深さについては諸説あり、太平洋では約1500m、4,000-5,000 mなどの説があり、また大西洋では約3000m、5,000-5,500 mなどの説がある。しかし、いずれの説においても太平洋より大西洋の方が深く、また高緯度ほどCCDは浅くなる。